# Sid Meier's Alpha Centauri
Sid Meier's Alpha Centauri is een computerspel dat werd ontwikkeld door Firaxis Games en uitgebracht door Electronic Arts voor Windows. Het strategiespel kwam uit op 12 februari 1999 in de VS en op 17 februari in Europa.

## Plot
Het spel speelt zich af in een fictieve versie van de 22e eeuw, en begint met zeven concurrerende groeperingen op de planeet Chiron in het Alpha Centauri sterrenstelsel. Naarmate het spel vordert, wordt het groeiende waarnemingsvermogen van de planeet een obstakel voor de menselijke kolonisten.

## Gameplay
Alpha Centauri is een turn-based strategy waarin de speler beurtelings handelingen uitvoert. Veel elementen uit Civilization II zijn aanwezig, maar zijn enigszins hernoemd of aangepast. Spelers moeten een basis en aanverwante faciliteiten bouwen, werken aan geheime projecten, het terrein verkennen, nieuwe technologie onderzoeken en andere groeperingen overmeesteren. Naast het verslaan van alle tegenstanders (kwaadaardig), kunnen spelers het spel ook winnen met minstens driekwart van de stemmen van de populatie (goedaardig).
Het spel ondersteunt zowel single- als multiplayer (een of meerdere spelers). Spelers kunnen het spel naar eigen wens aanpassen, zowel de personages als het landschap.

## Ontwikkeling
Alpha Centauri biedt verbeteringen aan de engine van Civilization II, waaronder multiplayer, sociale engineering, klimaat, aanpasbare eenheden, buitenaards leven, diplomatieke en spionageopties, extra manieren om te winnen en meer mogelijkheden voor modding.
De uitbreiding Alien Crossfire introduceert vijf nieuwe menselijke en twee niet-menselijke groeperingen, evenals aanvullende technologieën, faciliteiten, geheime projecten, inheems leven, meer vaardigheden en een extra overwinningsvoorwaarde.

## Ontvangst
Het spel ontving positieve recensies en werd vaak vergeleken met Civilization II. Critici prezen de futuristische verhaallijn, het script, de stemacteurs, de aangepaste eenheden, en de diepgang van de technologieboom. Op aggregatiewebsites Metacritic en GameRankings heeft het spel een score van respectievelijk 89% en 92%.
Alpha Centauri won in 2005 verschillende prijzen voor het beste spel van het jaar en het beste strategiespel van het jaar.